# فصل الصبغي
فصل الكروموسوم أو فصل الصبغي هو عملية في حقيقيات النوى تنفصل من خلالها الكروماتيدات الشقيقة المتشكلة نتيجة لتضاعف الحمض النووي، أو ينفصل أثناءها زوج من الكروموسومات المتماثلة عن بعضها وتهاجر إلى أقطاب متقابلة للنواة. تحدث عملية الفصل هذه أثناء كل من الانقسام المتساوي والانقسام المنصف. يحدث الفصل الكروموسومي أيضًا في بدائيات النوى. ومع ذلك، على عكس فصل الكروموسومات حقيقية النواة، لا يوجد فرق زمني بين التضاعف والفصل. بدلا من ذلك يحدث الفصل تدريجيا بعد التضاعف.

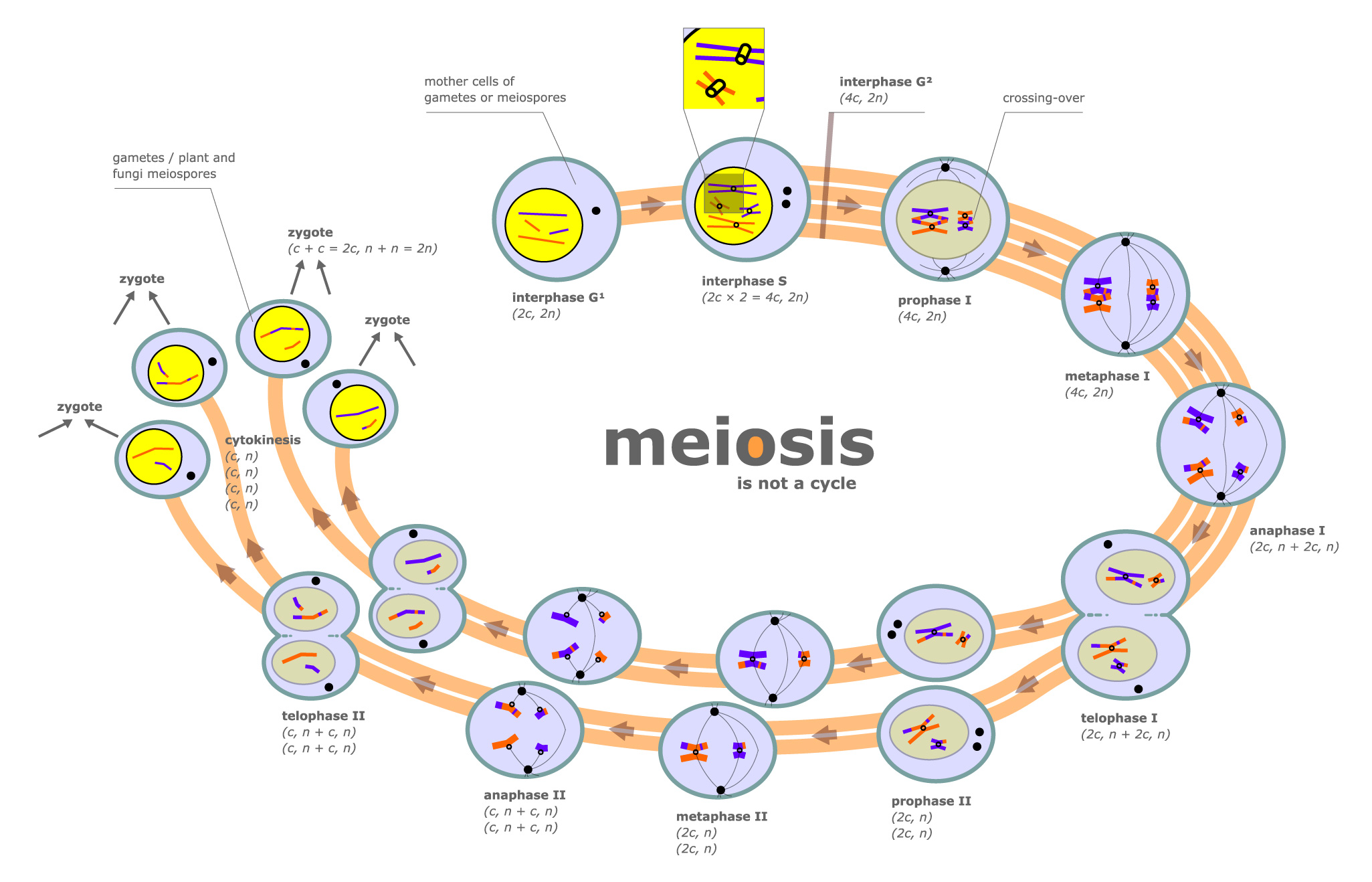